# 马里尼耶
马里尼耶（法語：Marignier，法語發音：[maʁiɲe]）是法国上萨瓦省的一个市镇，位于该省中北部偏东，属于博讷维尔区。

## 地理
马里尼耶（46°5'25"N, 6°29'59"E）面积19.97 平方千米，位于法国奥弗涅-罗讷-阿尔卑斯大区上萨瓦省，该省份为法国东部省份，历史上为薩伏依的一部分，北与瑞士接壤，西接安省，南至萨瓦省，东与瑞士和意大利接壤。
与马里尼耶接壤的市镇（或旧市镇、城区）包括：艾斯、米约西、圣茹瓦尔、蒂耶、武日。
马里尼耶的时区为UTC+01:00、UTC+02:00（夏令时）。

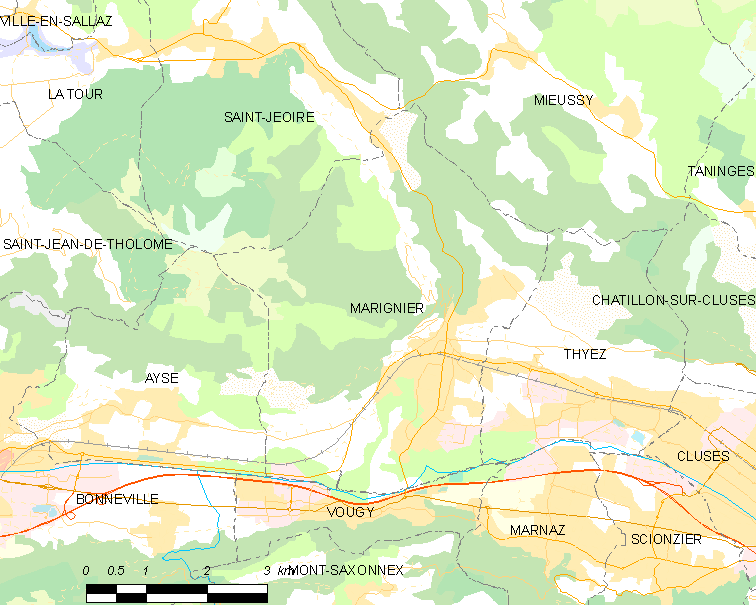
马里尼耶的OSM定位图

## 行政
马里尼耶的邮政编码为74970，INSEE市镇编码为74164。

## 政治
马里尼耶所属的省级选区为博讷维尔县。

## 交通
上萨瓦省省道D6线、D19线和D26线经过马里尼耶境内。

## 人口

1962-2008年间马里尼耶人口变化图示

马里尼耶于2022年1月1日时的人口数量为6432人。